# Büchling (Oberschneiding)
Das Dorf Büchling ist ein Ortsteil der Gemeinde Oberschneiding im niederbayerischen Landkreis Straubing-Bogen.

## Geographie und Verkehrsanbindung
Büchling liegt südöstlich des Kernortes Oberschneiding an der SR 27. Die B 20 verläuft westlich.
Am südlichen Ortsrand fließt der Steinfürther Mühlbach.

## Geschichte
Büchling gehörte zur Gemeinde Großenpinning im Landkreis Landau an der Isar, die am 1. Mai 1978 nach Oberschneiding im Landkreis Straubing-Bogen eingemeindet wurde.
Die Kleinbahngenossenschaft Wallersdorf und Umgebung eGmbH, die von 1926 bis Ende 1949 eine Schmalspurbahn mit einer Spurweite von 1.000 mm betrieb, hatte ihren Sitz in Büchling. Diese Schmalspurbahn führte vom Bahnhof des Marktes Wallersdorf (Landkreis Dingolfing-Landau) nach Münchshöfen in der Gemeinde Oberschneiding. Diese Bahn diente ausschließlich dem Güterverkehr.

## Sehenswürdigkeiten
In der Liste der Baudenkmäler in Oberschneiding ist für Büchling die katholische Filialkirche St. Elisabeth als Baudenkmal aufgeführt. Der Turm der Kirche, die im 12./13. Jahrhundert errichtet wurde, stammt aus dem Barock.